# Miner gros
El 	miner gros	 (	Geositta isabellina	) és una espècie d'ocell de la família dels furnàrids (Furnariidae).
Viu als vessants rocosos dels Andes del nord i centre de Xile i oest de l'Argentina.